# 沃伦·波滕特
沃伦·波滕特（英語：Warren Potent，1962年4月7日—）是一名澳大利亚男子射击运动员。曾参加2000年、2004年、2008年、2012年和2016年五届奥运，其中在2008年北京奥运期间收获50米步枪卧射的铜牌。